# Julia Chanourdie

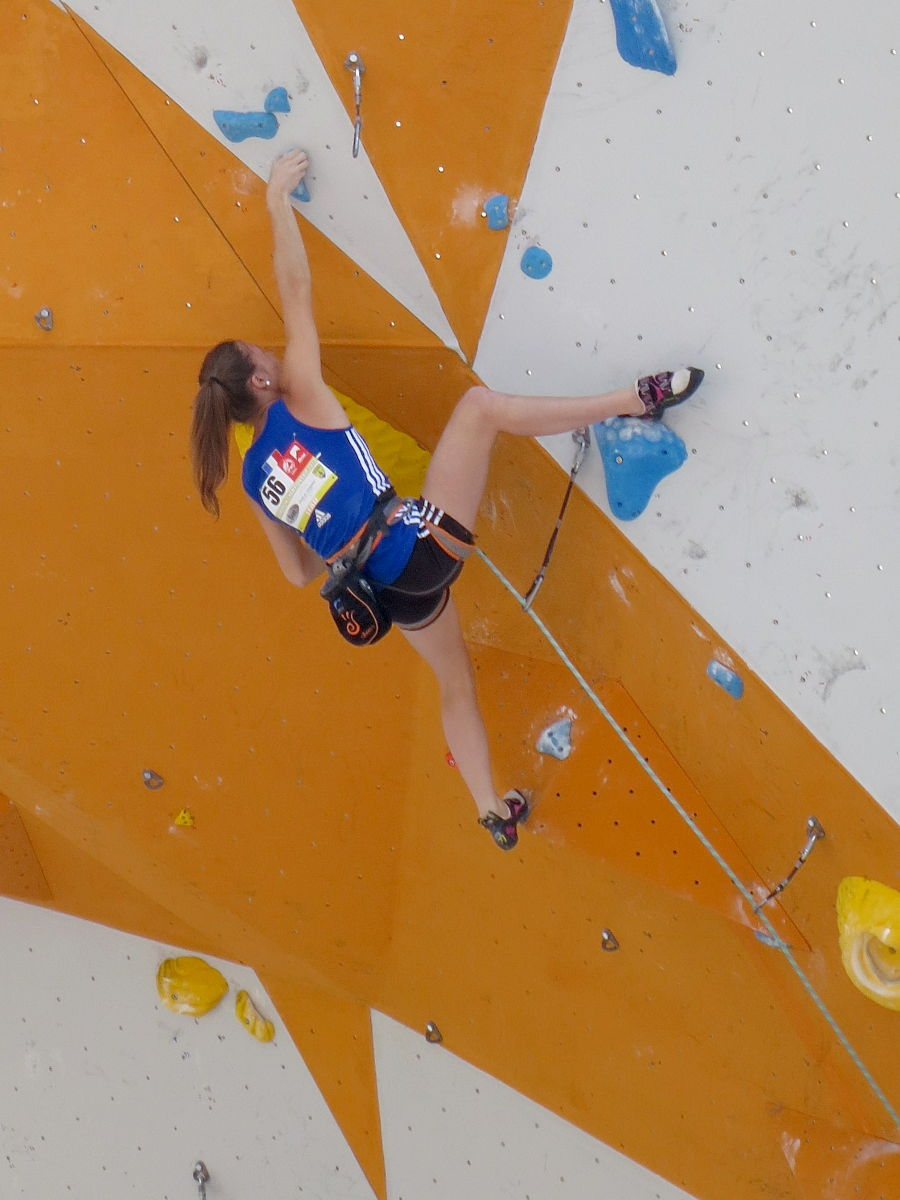
ME 2013 (Chamonix). Julia Chanourdie na ścianie wspinaczkowej w prowadzeniu.

Julia Chanourdie (Aviernoz, ur. 15 czerwca 1996) – francuska wspinaczka sportowa specjalizująca się w boulderingu, prowadzeniu oraz we wspinaczce łącznej.
Jest studentką Université de Savoie Mont-Blanc.

## Kariera sportowa
Uczestniczka World Games we Wrocławiu w 2017 roku, gdzie zdobyła brązowy medal w prowadzeniu. Wielokrotna uczestniczka, medalistka prestiżowych zawodów wspinaczkowych Rock Master  we włoskim Arco, gdzie w 2017 zdobyła złoty medal.
W 2019 roku w Tuluzie na światowych kwalifikacjach do igrzysk olimpijskich zajęła drugie miejsce, które zapewniało kwalifikacje na IO 2020 w Tokio.
7 listopada 2020 we francuskim Saint-Léger-du-Ventoux dokonała przejścia drogi Eagle4 o trudnościach 9b. Jest trzecią kobietą na świecie, która pokonała tak trudną drogę.

## Osiągnięcia

### Mistrzostwa świata
| Konkurencje       | 2016 | 2019 |
| Prowadzenie       | 6    | 8    |
| Wsp. na czas      | —    | 28   |
| Wspinaczka łączna | —    | 12   |

### World Games
| Konkurencje        | 2017 |
| Wsp. w prowadzeniu | 3    |

### Akademickie mistrzostwa świata
| Konkurencje       | 2016 | 2018 |
| Bouldering        | 2    | 3    |
| Prowadzenie       | 1    | 4    |
| Wsp. na czas      | 10   | 11   |
| Wspinaczka łączna | —    | 1    |

### Mistrzostwa Europy
| Konkurencje | 2013  | 2015 | 2017 |
| Prowadzenie | 15-16 | 16   | 9    |

### Rock Master
| Konkurencje | 2016 | 2017 | 2018 |
| Prowadzenie | 8    | 4    | —    |
| Duel        | —    | 1    | 4    |